# Tiltott gyümölcs (album)
A Tiltott gyümölcs a  magyar Hobo Blues Band blueszenekar nyolcadik nagylemeze.

## Számok
CD 1:
1. Moszkva tér blues
2. Feketebárány blues
3. Othello blues
4. Gazember
5. Tobacco Road
6. Kopasz kutya
7. Illatos dal
8. Bunkó vagyok
9. Belladonna
10. Farock
11. Torta

CD 2:
1. Haláltánc blues
2. Ballada a senki fiáról
3. Zöld-sárga
4. Elszállt egy hajó a szélben
5. Bevonuló baka blues
6. Vörös ház
7. Bye Bye, Johnny!
8. Get Up, Stand Up!
9. Bohóc blues

## Közreműködők
Hobo Blues Band
- Döme Dezső – dob
- Földes László – ének
- Póka Egon – basszusgitár
- Tóth János Rudolf – gitár
- Fuchs László – billentyűs hangszerek